# Gustavo Gutiérrez (schermidore)
Gustavo Alberto Gutiérrez Campos (Independencia, 7 aprile 1933) è un ex schermidore venezuelano.

## Biografia
Ha partecipato ai Giochi della XV Olimpiade di Helsinki nel 1952.
È il fratello dello schermidore Augusto Gutiérrez.

## Palmarès
In carriera ha conseguito i seguenti risultati:
- Giochi Panamericani:

Città del Messico 1955: bronzo nella spada a squadre e nel fioretto a squadre.